# 聖羅薩德薩科區
聖羅薩德薩科區（西班牙語：Distrito de Santa Rosa de Sacco），是秘魯的一個區，位於該國中部胡寧大區的堯利省，始建於1968年6月1日，面積101.09平方公里，海拔高度3,845米，2005年人口11,806，人口密度每平方公里120人。